# Полуденні мережі
«Полуденні сіті» (Meshes of the Afternoon) — 14-хвилинний експериментальний німий фільм Майї Дерен і Александра Гамміда (1943), який вважається віхою в історії артгаузного кіно в США. Цей шедевр сюрреалізму був включений до Національного реєстру фільмів на другий рік після створення реєстру (1990). Обидві ролі у фільмі зіграли Гаммід і Дерен, які під час його створення були в шлюбі. Наступний чоловік Дерен, композитор Тейдзі Іто, в 1959 році написав музику до фільму.

## Сюжет
Фільм побудований на колообігу фабули, яка полягає в тому, що, слідуючи за фігурою в чорній накидці з дзеркалом замість обличчя героїня повертається до себе додому, сідає в крісло, закриває очі… і бачить, як вона йде до будинку за фігурою з квіткою в руці, зупиняє програвач, сідає в крісло і т. д. Це багатошарове повторення сновидного мотиву разом з роздвоєнням і мутацією персонажів дозволяє розцінювати «Полуденні мережі» як фільм-сновидіння (dream film). Повторювані образи ключа і ножа можна тлумачити як зриме втілення еротичних і самознищувальних імпульсів головної героїні. Останній кадр наводить на думку про те, що вона наклала на себе руки.

## Мистецька програма
Дерен вважала, що фільм повинен нагадувати вірш. Кіно для неї було неоповідною художньою формою, тайнописом глибоко пережитих образів, які створюють певний настрій, виявляючи загадкове в повсякденному. Фільми Дерен практично позбавлені літературно-розповідного елемента, своєю абстрактністю нагадуючи музику. У цьому вони продовжують традиції кінематографа Жермен Дюлак («Раковина і священник») і Луїса Бунюеля («Андалузький пес»).
|              | Фільм заснований на внутрішніх переживаннях. Це не переказ події, очевидцями якої могли б стати інші. Правильніше сказати, що фільм відтворює те, як, на перший погляд, звичайний випадок з життя переробляється, осмислюється і домислюється підсвідомістю в переломне емоційне переживання. |
| — Майя Дерен | |

## Значення
Кіноенциклопедія allmovie називає «Полуденні мережі» одним з найбільш значущих і впливових експериментальних фільмів XX століття. Фільм став прообразом короткометражок американських кіноекспериментаторів 1950-х і 1960-х років. Один з найбільших фахівців з американського кіноавангарду, Гоберман, бачить у ньому відправну точку для формування сюрреалістичного режисерського почерку Девіда Лінча.